# Raj (obwód smoleński)
Raj (ros. Рай) – wieś (ros. деревня, trb. dieriewnia) w zachodniej Rosji, w osiedlu wiejskim Prigorskoje rejonu smoleńskiego w obwodzie smoleńskim.

## Geografia
Miejscowość położona jest 2 km od drogi regionalnej 66K-22 (Szczeczenki – Monastyrszczina), 2,5 km od drogi federalnej R120 (Orzeł – Briańsk – Smoleńsk – Witebsk), 18 km od drogi magistralnej M1 «Białoruś», 8,5 km od centrum administracyjnego osiedla wiejskiego (Prigorskoje), 8,5 km od Smoleńska, 10 km od najbliższego przystanku kolejowego (Dacznaja I).
W granicach miejscowości znajdują się ulice: Administratiwnaja, Bieriozowaja, Jabłoniewaja, Kazanskaja, Lermontowskaja, Lesnaja, Lesnoj pierieułok, Ługowaja, Majskaja, Parkowaja, Rajskaja, Romiejko-Gurko, Sołniecznaja, Spiecyalistow, Tichaja, Wasilkowaja, Wasilkowyj pierieułok, 1-yj Wasilkowyj pierieułok, 2-oj Wasilkowyj pierieułok, Zaprudnaja.

## Demografia
W 2010 r. miejscowość zamieszkiwało 213 osób.

## Historia
Posiadający status polskiego szlachcica, germański rycerz w służbie polskiego króla Władysława IV Jakow von Lehr stał się właścicielem majątku ziemskiego w ujezdzie smoleńskim. Do swojego nazwiska dodał przydomek „Larski”, a po 1654 r., kiedy Smoleńsk wszedł w skład Imperium Rosyjskiego, chcąc zachować dobytek przeszedł na służbę cara Aleksego Michajłowicza. Przyjął nazwisko Wonlarlarski. Miano „Raj” nadał majątkowi Aleksandr Wasiljewicz Wonlarlarski (był żonaty z Wierą Dmitrijewną Połtoracką, kuzynką Anny Kern). Od 1813 r. dwór był rozbudowywany: wybudowano dom, murowany kościół i park. Do dzisiaj z majątku zachowała się cerkiew kazańska i dzwonnica.
W czasie II wojny światowej od lipca 1941 roku dieriewnia była okupowana przez hitlerowców. Wyzwolenie nastąpiło we wrześniu 1943 roku.

## Dieriewnia w literaturze
Raj jest miejscem akcji opowiadania Natalii Kluczariowej „Jeden rok w Raju”. Wydane zostało w 2007 roku, a autorka odebrała za nią (przyznawaną od 2000 roku przez miesięcznik Nowyj Mir) literacką Nagrodę imienia Jurija Kazakowa.

## Związani z dieriewnią
- Władimir Karpowicz Dmitrijew (1868 – 1913) – rosyjski ekonomista-matematyk, statystyk[8][9]
- Nikołaj Aleksandrowicz Romiejko-Gurko (1866 – 1923) – rosyjski inżynier i wynalazca znany z projektu świecącego zegara zainstalowanego na Wieży Eiffla[10][11]. Doczekał się ulicy swgo imienia w dieriewni[4].
- Wasilij Aleksandrowicz Wonlarlarski (1814 – 1853) – rosyjski powieściopisarz (dziadek Nikołaja Romiejko-Gurko)[12]